# Splits järnvägsstation
Splits järnvägsstation (kroatiska: Željeznički kolodvor Split) är en järnvägsstation i Split i Kroatien. Den är Splits centrala och enda järnvägsstation och utgör ändstation för järnvägen Knin-Split. 

## Historia
Järnvägsstationen invigdes 2002 i samband med att den nya snabbtågslinjen mellan Perković och Split öppnade och är belägen i närheten till både stränderna vid Adriatiska havet och centrala Split.

## Bangården
Stationen har fem resandespår och lika många perronger. Bredvid järnvägsspåren finns ett modernt stationshus i klassisk mediterransk stil. Stationen sköts och underhålls av statliga kroatiska HŽ som även har sin bijettförsäljning innanför stationshuset. 

## Trafik
Huvudtrafiken till/från stationen utgörs av fjärrtågstrafiken till Zagreb. Trafiken sker med dieselmotorvagnar av typen ICN. Restiden Split-Zagreb med snabbtåg är cirka 6 timmar och med övriga tåg ca 6 timmar och 30 minuter. 
Banan upp till Knin-Zadar/Perković trafikeras av dieselmotorvagnar av typen Y1 samt Interregiotåg med diesellok av typen General Motors och två regionaltågsvagnar. Restiden med regionaltåg till Perković är cirka 1 timma och till Zadar cirka 1 timma och 30 minuter.